# Université du Maine à Fort Kent
L'université du Maine à Fort Kent (en anglais : University of Maine at Fort Kent, UMaine Fort Kent ou UMFK) est une université américaine située à Fort Kent dans le Maine.